# Lamprops multifasciatus
Lamprops multifasciatus är en kräftdjursart som beskrevs av John Todd Zimmer 1937. Lamprops multifasciatus ingår i släktet Lamprops och familjen Lampropidae. Inga underarter finns listade i Catalogue of Life.